# 刀明樱蛤
刀明樱蛤（学名：Moerella culter），是帘蛤目樱蛤科明樱蛤属的一种。主要分布于中国大陆、台湾，常栖息在潮下带。